# نيستور إيساسي
نيستور إيساسي (بالإسبانية: Néstor Isasi)‏ هو لاعب كرة قدم باراغواياني في مركز ظهير ‏، ولد في 9 أبريل 1970 في انكارناسيون في باراغواي. شارك مع منتخب باراغواي لكرة القدم. أما مع النوادي، فقد لعب مع أوليمبيا أسونسيون وديبورتيس أنتوفاغاستا وسيرو بورتينيو ونادي ساو باولو ونادي غواراني وناسيونال أسونسيون.

## وصلات خارجية
- نيستور إيساسي على موقع الاتحاد الدولي (مؤرشف)  (الإنجليزية)
- نيستور إيساسي على موقع إي إس بي إن إف سي (الإنجليزية)
- نيستور إيساسي على موقع قاعدة بيانات كرة القدم.إي يو (الإنجليزية)
- نيستور إيساسي على موقع ناشيونال فوتبول تيمز (الإنجليزية)
- نيستور إيساسي على موقع Soccerway.com (الإنجليزية)
- نيستور إيساسي على موقع عالم كرة القدم.نت (الإنجليزية)